# Attalea degranvillei
Attalea degranvillei là loài thực vật có hoa thuộc họ Arecaceae. Loài này được (Glassman) Zona mô tả khoa học đầu tiên năm 2002.